# Souroubea guianensis
Souroubea guianensis  (лат.) — вид ползучих деревянистых лиан из семейства Marcgraviaceae. Произрастает на севере и северо-востоке Бразилии — в штатах Амазонас, Акри, Рондония, Пара, Амапа, Пернамбуку и Баия, а также в Никарагуа, Панаме, Колумбии, Венесуэле, Гвиане, Суринаме, Перу и Боливии. Цветки посещаю и опыляют солнечные колибри вида Phaethornis ruber. Плодами питаются Tangara guttata.